# Thọ Tân
Thọ Tân là một xã thuộc huyện Triệu Sơn, tỉnh Thanh Hóa, Việt Nam.
Xã Thọ Tân có diện tích 7,1 km², dân số năm 1999 là 4735 người, mật độ dân số đạt 667 người/km².

## Lịch sử hình thành
Ngày 12-6-1954, Thanh Hóa ký Quyết định số 12 thành lập xã Thọ Tân thuộc phía nam huyện Thọ Xuân. Ngày 20-12-1964, Thủ tướng Chính phủ ký Quyết định số 177 thành lập huyện Triệu Sơn, tỉnh Thanh Hóa gồm 33 xã; trong đó có 13 xã phía nam huyện Thọ Xuân, 20 xã phía bắc huyện Nông Cống.
Ngày đầu xã Thọ Tân được thành lập gồm 4 làng của 2 xã là làng Mai Cầu, Hoành Suối, Quan Thành xã Thọ Dân và làng Trung Chính, xã Thọ Thế. Dân số ngày đầu thành lập có hơn 1.000 người, đến cuối năm 2013 có hơn 5.060 người.

## Đền Vua Đinh

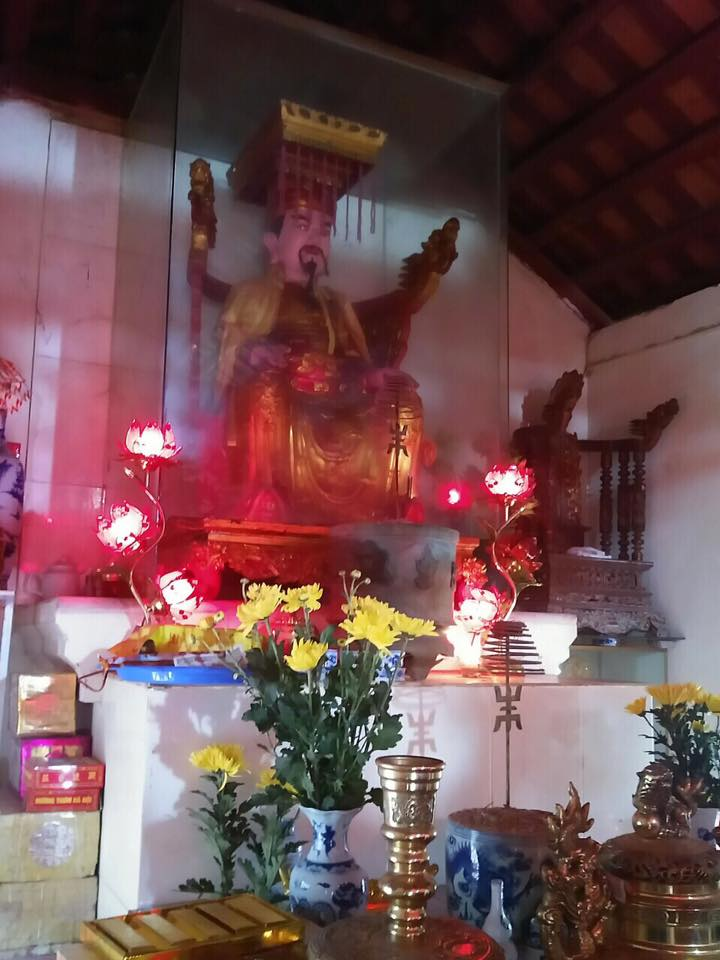
Tượng Vua Đinh Tiên Hoàng ở đền làng Quan Thành, Thọ Tân, Triệu Sơn

Xã Thọ Tân là một vùng đất “Địa linh nhân kiệt”. Khu di tích “Đền vua Đinh” thờ Đinh Tiên Hoàng đang hiện hữu tại làng Quan Thành, được xây dựng từ thời Hậu Lê để lưu danh công đức của Đinh Bộ Lĩnh khi dẹp loạn “Thập nhị sứ quân” lập nên kinh đô mới Hoa Lư có dừng chân và lập căn cứ quân sự ở đây. Nhân dân châu Ái xưa, Thanh Hóa nay bao gồm một vùng rộng lớn “Cửu Noãn Sơn” đã góp công vào sự nghiệp giúp Vua dẹp loạn. Năm 2013 khu di tích lịch sử “Đền Vua Đinh” ở Thọ Tân được ngành văn hóa, dòng họ Đinh Thanh Hóa cùng địa phương và các bản hộ đóng góp hơn 500 triệu đồng để tu sửa, nâng cấp khang trang.
Theo truyền thuyết làng Xuân Phả thì múa trò Xuân Phả có từ thời nhà Đinh, khi Đinh Bộ Lĩnh tiến hành dẹp loạn 12 sứ quân thống nhất đất nước Đại Cồ Việt. Khi Đinh Bộ Lĩnh dẫn nghĩa quân đi dẹp sứ quân Ngô Xương Xí ở Bình Kiều - Ái Châu (Thanh Hóa ngày nay) kéo quân đến đất Quan Thành thì dựng trại, đóng quân tại đây. Đinh Bộ Lĩnh cử sứ giả đi cầu Bách linh mong âm phù giúp ba quân đánh thắng trận. Sứ giả nhận mệnh đi đường thủy ngược dòng sông Sử (tức sông Chu) lên đến đất Vụng Tậu thì trời vừa tối, sứ giả neo thuyền tại Vụng Tậu phía sau đền thờ vị thần: Đại Hải Long Vương, một vị thần linh thiêng nổi tiếng của huyện Lôi Dương (Thọ Xuân), là Thần Hoàng làng của làng Xuân Phả.
Khi giang sơn thống nhất, nhà vua lại tri ân bách linh có công âm phù giúp vua dẹp loạn. Khi các bộ tộc và các nước lân bang mang lễ vật triều cúng và ca vũ mừng nhà vua lên ngôi... theo lời Lão ông "Dục bình thử tặc nguyện cống Lão ông” nên vua Đinh đã cho đem toàn bộ cống phẩm và trò diễn đến đền thờ Đại Hải Long Vương mà không lưu lại ở kinh đô Hoa Lư. Vua lại giao cho bà hoàng hậu Nguyệt Nương quê ở Hà Nam chủ trì việc này tại Nghè Xuân Phả. Bà xuất thân vốn là một ca vũ cung đình, đã tiếp thu các điệu múa của các nước lân bang và huấn luyện thành đội múa hàng, hàng năm cứ đến ngày 10-2 âm lịch, bà trực tiếp hướng dẫn đội múa đến biểu diễn tại đền thờ thần Đại Hải Long Vương.
Về sau dân làng Xuân Phả xin bà truyền bá điệu múa ấy cho dân làng tự tập, tự diễn, từ đấy trở đi điệu múa cũng có tên là múa trò Xuân Phả (hay còn gọi là Ngũ quốc lân bang đồ cống tiến) và được các thế hệ người dân lưu truyền đến ngày nay, trở thành một sinh hoạt văn hóa độc đáo ở Xứ Thanh.